# 櫟本站

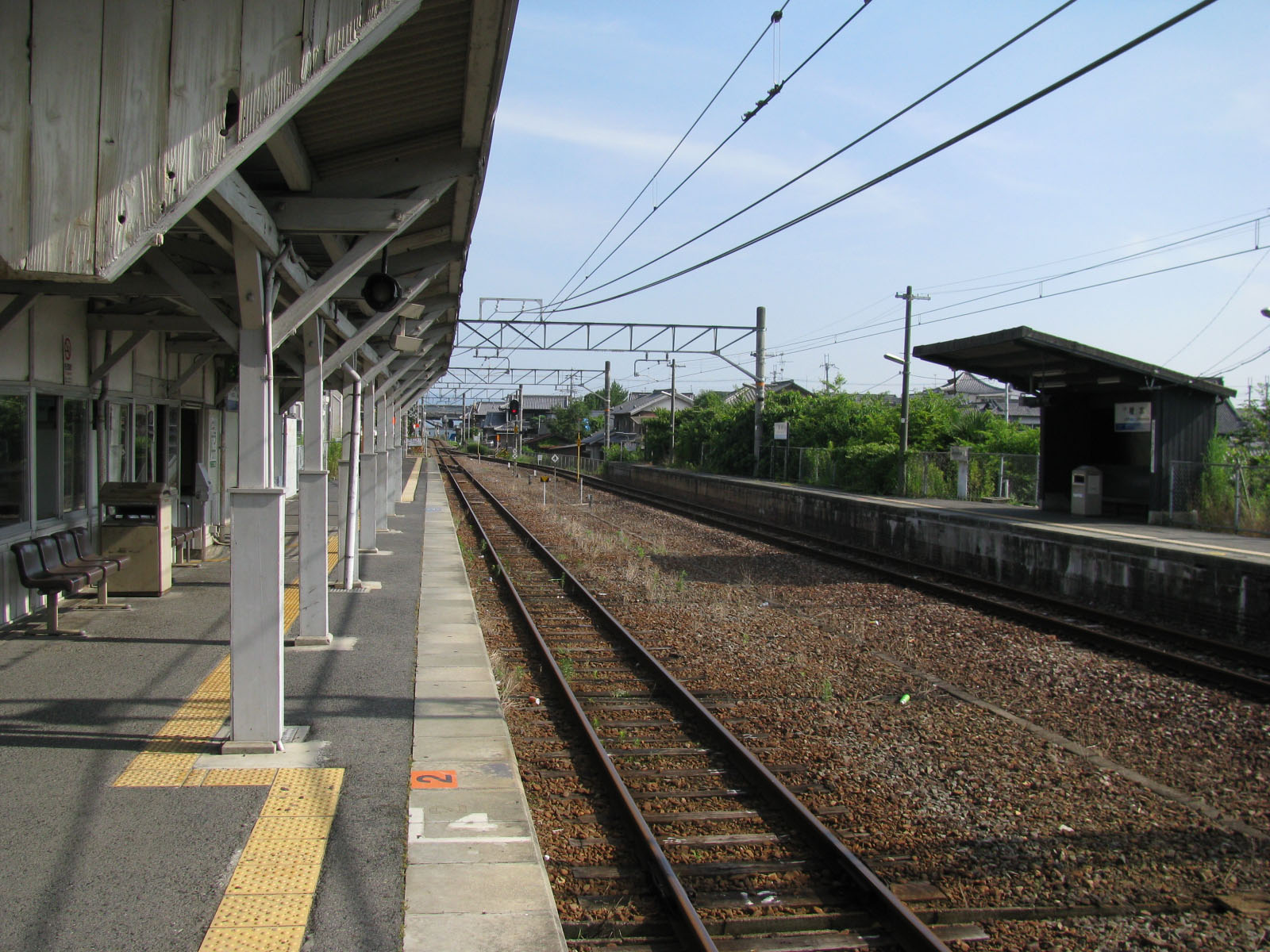
月台(2008年7月)

櫟本站（日语：／ Ichinomoto eki */?）是位於奈良縣天理市櫟本町瓦釜，西日本旅客鐵道（JR西日本）櫻井線（萬葉Mahoroba線）的車站。車站名稱取自附近的地名，該地名取自傳說有一隻天狗住在巨大的東北紅豆杉（櫟）的根部而來。

## 歷史
- 1898年（明治31年）5月11日 - 奈良鐵道（日语：奈良鉄道）京終站至櫻井站之間開通，此站啟用[1]。
- 1905年（明治38年）2月7日 - 關西鐵道與奈良鐵道合併，成為關西鐵道車站[1]。
- 1907年（明治40年）10月1日 - 鐵路國有化（日语：鉄道国有法），成為帝國鐵道廳車站[1]。
- 1909年（明治42年）10月12日 - 制定路線名稱，成為櫻井線車站[1]。
- 1987年（昭和62年）4月1日 - 伴隨國鐵分割民營化，車站由西日本旅客鐵道（JR西日本）營運[1]。
- 2005年（平成17年）3月1日 - 此站開始可以使用IC卡「ICOCA」。設置IC卡專用簡易閘機。
- 2010年（平成22年）3月13日 - 制定路線愛稱為「萬葉Mahoroba線」。

## 車站構造
車站是一座地面車站，設有2面2線的相對式月台。車站大樓位於下行（高田方向）月台側。兩月台之間設有跨線橋連接。兩月台間隔較遠，曾經兩月台之間可能設有中線。由於站內會有天理教團體參拜列車停站與進行列車交會，因此列車交會路段可容納8卡列車（再另外加1架機車）。跨線橋和車站大樓為木製，均自從車站啟用以來一直使用。
此站原本是業務委託車站，後來在2002年成為無人站。此站由王寺鐵道部管理。此站設有自動售票機和ICOCA等IC卡出入閘機。此站沒有普通車票專用的自動閘機。

### 月台
| 月台         | 路線           | 上下行 | 方向           |
| ------------ | -------------- | ------ | -------------- |
| 車站大樓一方 | 萬葉Mahoroba線 | 下行   | 天理、櫻井方向 |
| 車站大樓對面 | 萬葉Mahoroba線 | 上行   | 奈良方向       |

- 上述的路線名稱是使用旅客資訊上的名稱（愛稱）。
- 在資訊上，由於沒有月台編號，車站自動廣播中「○號月台」部分會以「此月台」表示。

## 使用狀況
在2019年（令和元年）度1日平均乘車人次為899人。
根據「奈良縣統計年鑑」和「天理市統計情報」，以下為近年1日平均乘車人次列表：
| 年度   | 1日平均 乘車人次 |
| ------ | ---------------- |
| 1997年 | 1,124            |
| 1998年 | 1,119            |
| 1999年 | 1,096            |
| 2000年 | 1,035            |
| 2001年 | 1,023            |
| 2002年 | 892              |
| 2003年 | 942              |
| 2004年 | 960              |
| 2005年 | 980              |
| 2006年 | 993              |
| 2007年 | 973              |
| 2008年 | 950              |
| 2009年 | 963              |
| 2010年 | 965              |
| 2011年 | 953              |
| 2012年 | 939              |
| 2013年 | 975              |
| 2014年 | 955              |
| 2015年 | 988              |
| 2016年 | 963              |
| 2017年 | 938              |
| 2018年 | 926              |
| 2019年 | 899              |

## 車站周邊
- 奈良縣立添上高等學校（日语：奈良県立添上高等学校）
- 天理市立櫟本小學（日语：天理市立櫟本小学校）
- 日本郵便 天理櫟本郵局
- 和邇下神社
- 楢神社
- 大興寺/華道未生流流祖之墓
- 櫟本警察分署跡（拘留天理教教祖之地）
- 聲寶天理、綜合開發中心
- 西名阪自動車道 天理交匯處（日语：天理インターチェンジ）
- 「山之邊之道」之石碑（位於天理市櫟本町1483番地，舊上街道）

## 相鄰車站
西日本旅客鐵道
 萬葉Mahoroba線（櫻井線）
■快速（經高田站直通大和路線）、■普通
帶解－櫟本－天理

## 注腳
1. 1 2 3 4 5 6 7  曾根悟（監修）. 朝日新聞出版分冊百科編集部（編集） , 编. . 週刊朝日百科. 42号 阪和線・和歌山線・桜井線・湖西線・関西空港線. 朝日新聞出版. 2010-05-16: 23 （日语）.
2. ↑  統計情報 運輸・通信  4.JR西日本の乗客数(xls 45.5KB) （页面存档备份，存于）（日語）

## 外部連結
- 櫟本｜車站資訊：JR出門網 - 西日本旅客鐵道（日語）